# Antonio Reali
Antonio Reali (Ozegna, 1891. március 31. – Fano, 1975. január 19.) őrmester, egy híres első világháborús olasz ászpilóta volt. Első világháborús szolgálata során 11 igazolt, és 22 igazolatlan légi győzelmet szerzett. Szolgálati idejét a 79. Vadászrepülő Osztag pilótájaként töltötte. 1975-ben hunyt el 84 évesen, Fanoban.

## Élete
Katonai szolgálatát 1915-16 körül kezdte. A légierőhöz való áthelyezése után a 79. osztaghoz küldték. Ez az osztag az olasz légierő egyik legeredményesebb repülőszázada volt. Reali már 1917 évében szerzett két légi győzelmet, de független szemtanú hiányában nem tudta igazolni. 1918. január 10-én újra győzelmet aratott, de ezúttal sem tudta igazolni. Négy napra rá január 14-én  végre megszerezte első légi győzelmét, azonban 25-én ismét igazolatlant szerzett. Január 28-án viszont egy nap alatt két igazolt légi győzelmet szerzett. Rá két napra 30-án is újra győzött. Február 1-jén megszerzi ötödik légi győzelmét, ezzel az ászpilóta minősítést is. Februártól júniusig további kilenc igazolatlan légi győzelmet szerez. 1918. június 20-án azonban ismét két légi győzelmet arat. Duplázott még 21-n és 22-én is, azonban az utóbbit igazolatlannak tekintjük. Július hónapban további 2 igazolatlan légi győzelmet szerez. Szeptember hónapban 3 légi győzelmet arat amelyből csupán 1 igazolt. Reali végül október 4-én szerezte meg utolsó igazolt légi győzelmét.

## Légi győzelmei
| Sorszám | Dátum                | Beosztási hely | Ellenfél       |
| ------- | -------------------- | -------------- | -------------- |
| 1       | 1918. január 14.     | 79ª            | Kétüléses      |
| 2       | 1918. január 28.     | 79ª            | Ismeretlen     |
| 3       | 1918. január 28.     | 79ª            | Ismeretlen     |
| 4       | 1918. január 30.     | 79ª            | Kétüléses      |
| 5       | 1918. február 1.     | 79ª            | Ismeretlen     |
| 6       | 1918. június 20.     | 79ª            | Felderítő      |
| 7       | 1918. június 20.     | 79ª            | Ismeretlen     |
| 8       | 1918. június 21.     | 79ª            | Ismeretlen     |
| 9       | 1918. június 21.     | 79ª            | Ismeretlen     |
| 10      | 1918. szeptember 11. | 79ª            | Ismeretlen     |
| 11      | 1918. október 4.     | 79ª            | Albatros D.III |